# Plaza Londres
La plaza Londres  (en hebreo: כיכר לונדון) Es el nombre que recibe un espacio público en el centro de la ciudad de Tel Aviv, en Israel que fue bautizada así en honor de Londres, Inglaterra, como un acto de reconocimiento para el pueblo británico y especialmente a los londinenses que sufrieron en el bombardeo sobre del Reino Unido realizado por la Alemania nazi durante el Blitz de la Segunda Guerra Mundial Blitz .
La plaza se encuentra en las inmediaciones de la playa. Esta en la intersección de las calles del paseo marítimo Bograshov, HaYarkon y Herbert Samuel. Fue establecida formalmente el  24 de mayo de 1942. En el 2000, la plaza fue reconstruida por completo. Debido a la pequeña diferencia de altura entre la calle HaYarkon situada a pocos metros por debajo del paseo marítimo, se construyó aquí una plataforma con una parte subterránea.